# 元音间隙
在音位学中，元音间隙（英語：hiatus，/haɪˈeɪtəs/，來自拉丁語 hiatus，意即：“间隔”）或分音（英語：diaeresis，/daɪˈɛrɪsɪs/或/daɪˈɪərɪsɪs/，源自古希臘語： [diaíresis]“分裂” ）是相邻音节出现两个元音 ，而中间没有辅音。当两个相邻的元音出现在同一音节，将发生元音縮合而形成双元音。 
英文单词 hiatus 和 diaeresis 本身在第一个和第二个音节之间都包含一个间隔。

## 偏好
某些语言没有双元音，除了一些可以快速发音的，或是有限的一些双元音，仍有许多元音序列无法形成双元音，因此出现元音间隙。日语、斯瓦希里语等班图语和夏威夷语和毛利语等波利尼西亚语就是这种情况。例如日语 aoi （ ）“蓝/绿”，斯瓦希里语 “净化”和夏威夷  “起来”，这些词都有三个音节。 

## 避免
许多语言禁止或限制元音间隙，可以通过删除或同化元音或添加额外的辅音来避免。 

### 插音
可以在元音之间增加声门塞音或滑音（插音）以防止元音间隙。 
某些英语的非rhotic方言会插入/r/来避免非高音词尾（或偶尔的词素定音）后出现中断，尽管“标准英音”说明性指南不建议这样做。 

### 收缩
在希腊语和拉丁语诗歌中，通常会避免元音间隙，尽管许多作者在某些规则下会以不同程度的诗歌许可来实现元音间隙。元音间隙以通过避免音节省略的最终元音的，偶尔prodelision和（初始元音的省音） synizesis （两个元音为一体的发音而不书面变化）。 

### 连音
在梵语中，元音间隙大多数情况下通过的过程中创建连音从如在 arjuna'uvAca 来自 arjunas，或 sarva'eva 来自 sarve

## 标记

### 分音
在荷兰语和法语中，元音间隙中的两个元音中的第二个带有分音符。偶尔在英语中会看到这种用法（例如：coöperate， daïs 和 reëlect ），但这种用法从未普遍使用，上个世纪除少数出版物外，此类词语中的使用已被删除或被连字符代替。尤其是《纽约客》杂志 。但是，它在诸如 naïve 和Noël 之类的外来语以及专有名称 Zoë 和 Chloë 中仍然很常见。 

### 其他的方式
在苏格兰盖尔语中，元音间隙会用许多二合字母来书写：。例如： 
- [ˈa.ɪɲ]“河流”
- [ˈɤ.ə] “肝”
- [ˈo.ə] “侄子”
- [ˈkʰũ.ə] "condition"
- [ˈl̪ˠa.ə] "day"

该惯例可以追溯到古爱尔兰语抄写员的传统（尽管在苏格兰盖尔语中应用更为广泛），例如  （>   ）。 但是，通常一些简单双元音中就隐含了古爱尔兰语中的元音间隙，例如（> ）， （>）。 

## 改正
更正是在元音间隙时缩短短元音前面的长元音。 